# Gabriela Kouassi
Gabriela Kouassi (sinh ngày 18 tháng 11 năm 1979) là một  vận động viên bảy môn phối hợp người Pháp đã nghỉ hưu, người đã nhìn thấy thành công ở cấp độ lục địa.
Đại diện cho Pháp, cô đã hoàn thành thứ 18 tại Giải vô địch thế giới thiếu niên năm 1998 và thứ 17 tại Giải vô địch U23 châu Âu 2001. Sau đó, cô đã thay đổi lòng trung thành của mình với Bờ Biển Ngà.
Cô đã giành huy chương vàng tại Jeux de la Francophonie năm 2009, huy chương bạc tại Đại hội Thể thao toàn châu Phi 2011 và một huy chương bạc khác tại Giải vô địch châu Phi 2012.
Điểm số cá nhân tốt nhất của cô là 5766 điểm, đạt được vào tháng 4 năm 2012 tại Bambous, Mauritius. Đây là kỉ lục của Bờ Biển Ngà. Cô cũng giữ các kỷ lục Ivorian cho năm môn phối hợp (trong nhà), bắn đặt trong nhà và ném lao.